# Marguerite Maillet
Pour les articles homonymes, voir Maillet.
Marguerite Maillet, née le 17 mars 1924 à Saint-Norbert au Nouveau-Brunswick et morte le 27 mars 2025, est une écrivaine, éditrice, professeure et historienne de la littérature acadienne.

## Biographie
Après des études au Collège Notre-Dame d'Acadie, elle obtint un BA en philosophie à l'Université Laval, une maîtrise à l'Université Sainte-Marie de l'Indiana et à l'Université de Moncton, et un doctorat en littérature de langue française à l'Université d'Ottawa. 
À Moncton, elle dirigea la faculté d'arts et de la Chaire d'études acadiennes après un bref passage à l'École Normale francophone du Nouveau-Brunswick.
Elle est connue pour son Anthologie des textes littéraires acadiens, qu'elle publia en collaboration avec Bernard Émond et Gérald Leblanc. Elle a aussi adapté de nombreux contes et textes traditionnels avec la maison d'édition trilingue franco-anglo-micmaque le Bouton d'or Acadie, qu'elle dirigea avec Judith Hamel.
Elle meurt le 27 mars 2025.

## Ouvrages
- Anthologie de textes littéraires acadiens, 1606-1975. 1973
- Histoire de la littérature acadienne, de rêve en rêvé. 1983
- La réception des œuvres d'Antonine Maillet, Actes du colloque international organisé par la Chaire d'études acadiennes en octobre 1988. 1989
- The Bicentennial Lectures on New Brunswick Literature, by Malcolm Ross, Fred Cogswell and Marguerite Maillet. 1985
- Bibliographie des publications d'Acadie, 1609-1990. Sources premières et sources secondes. 1992
- Bibliographie des publications de l'Acadie des provinces Maritimes : livres et brochures. 1609-1955. 1997
- Le renard et le loup, 1996
- La petite chatte Blanch, 1996
- L'ours et le petit garçon, 1998
- Les trois pommes d'or, 1998
- L'ours et la petite fille, 1999
- Le petit chaperon rouge, 2000
- Le ciel tombé, 2001
- La petite, 2003
- De la tourments au doux vent, 2004
- La douce fille et la grosse bête, 2004
- Comment la rivière Petitcodiac devint boueuse, 2005
- Le poney et les enfants. 2005
- Le chien et ses maîtres, 2008
- Les trois petits cochons, 2009

## Distinctions
- Certificat de mérite de l'Association des études canadiennes, 1988
- Prix Hommage de la Fédération culturelle canadienne-française, 2000
- Prix Sormany de la Société des Acadiens et des Acadiennes du Nouveau-Brunswick, 2000
- Certificat du Conseil international d'études francophones, 2001
- Membre de l'Ordre du Canada, 2002[4]
- Prix Marguerite-Maillet, créé en 2002
- Prix Hommage Éloizes, 2004
- Membre de l'Ordre des francophones d'Amérique, 2006
- Membre de l'Ordre du mérite de l'Université de Moncton, 2006
- Médaille Léger-Comeau de la Société nationale de l'Acadie, 2007
- Membre de la Compagnie des Cent-Associés francophones, 2007
- Membre de l'Ordre du Nouveau-Brunswick, 2008
- Prix M. Trenholme Counsell, 2011
- Doctorat honorifique de l'Université Sainte-Anne, 2014
- Doctorat honorifique de l'Université Mount Allison, 2019